# Martin Bidař
Martin Bidař (ur. 24 lutego 1999 w Czeskich Budziejowicach) – czeski łyżwiarz figurowy startujący w parach sportowych z Barborą Kuciánovą. Uczestnik igrzysk olimpijskich (2018, 2022), mistrz świata juniorów (2016), dwukrotny srebrny medalista finału Junior Grand Prix (2015, 2016), trzykrotny mistrz Czech (2020, 2021, 2024).

## Osiągnięcia

### Z Barborą Kuciánovą
| Zawody              | 23–24          |                |                |                |                |                |                |                |                |                |                |                |                |                |                |                |                |
| Międzynarodowe      | Międzynarodowe | Międzynarodowe | Międzynarodowe | Międzynarodowe | Międzynarodowe | Międzynarodowe | Międzynarodowe | Międzynarodowe | Międzynarodowe | Międzynarodowe | Międzynarodowe | Międzynarodowe | Międzynarodowe | Międzynarodowe | Międzynarodowe | Międzynarodowe | Międzynarodowe |
| ------------------- | -------------- | -------------- | -------------- | -------------- | -------------- | -------------- | -------------- | -------------- | -------------- | -------------- | -------------- | -------------- | -------------- | -------------- | -------------- | -------------- | -------------- |
| Mistrzostwa Europy  | 13             |                |                |                |                |                |                |                |                |                |                |                |                |                |                |                |                |
| CS Finlandia Trophy | 9              |                |                |                |                |                |                |                |                |                |                |                |                |                |                |                |                |
| CS Lombardia Trophy | 9              |                |                |                |                |                |                |                |                |                |                |                |                |                |                |                |                |
| Tayside Trophy      | 4              |                |                |                |                |                |                |                |                |                |                |                |                |                |                |                |                |
| Krajowe             |                |                |                |                |                |                |                |                |                |                |                |                |                |                |                |                |                |
| Mistrzostwa Czech   | 1              |                |                |                |                |                |                |                |                |                |                |                |                |                |                |                |                |

### Z Jelizavetą Žukovą
| Zawody                        | 19–20          | 20–21          | 21–22          | 22–23          |                |                |                |                |                |                |                |                |                |                |                |                |                |
| Międzynarodowe                | Międzynarodowe | Międzynarodowe | Międzynarodowe | Międzynarodowe | Międzynarodowe | Międzynarodowe | Międzynarodowe | Międzynarodowe | Międzynarodowe | Międzynarodowe | Międzynarodowe | Międzynarodowe | Międzynarodowe | Międzynarodowe | Międzynarodowe | Międzynarodowe | Międzynarodowe |
| ----------------------------- | -------------- | -------------- | -------------- | -------------- | -------------- | -------------- | -------------- | -------------- | -------------- | -------------- | -------------- | -------------- | -------------- | -------------- | -------------- | -------------- | -------------- |
| Zimowe igrzyska olimpijskie   |                |                | 17             |                |                |                |                |                |                |                |                |                |                |                |                |                |                |
| Mistrzostwa świata            |                | 15             |                |                |                |                |                |                |                |                |                |                |                |                |                |                |                |
| Mistrzostwa Europy            |                |                | 12             |                |                |                |                |                |                |                |                |                |                |                |                |                |                |
| GP Skate Canada International |                |                |                | 6              |                |                |                |                |                |                |                |                |                |                |                |                |                |
| CS Finlandia Trophy           |                |                | 9              |                |                |                |                |                |                |                |                |                |                |                |                |                |                |
| CS Golden Spin of Zagreb      |                |                | WD             |                |                |                |                |                |                |                |                |                |                |                |                |                |                |
| CS Nebelhorn Trophy           |                | 4              |                | 8              |                |                |                |                |                |                |                |                |                |                |                |                |                |
| CS Warsaw Cup                 |                |                | 12             |                |                |                |                |                |                |                |                |                |                |                |                |                |                |
| International Challenge Cup   |                | 4              |                |                |                |                |                |                |                |                |                |                |                |                |                |                |                |
| Krajowe                       |                |                |                |                |                |                |                |                |                |                |                |                |                |                |                |                |                |
| Mistrzostwa Czech             | 1              | 1              | WD             |                |                |                |                |                |                |                |                |                |                |                |                |                |                |
| Zawody drużynowe              |                |                |                |                |                |                |                |                |                |                |                |                |                |                |                |                |                |
| Zimowe igrzyska olimpijskie   |                |                | 8              |                |                |                |                |                |                |                |                |                |                |                |                |                |                |

### Z Hanną Abrażewicz
| Mistrzostwa świata | 18 |
| Bavarian Open      | 5  |
| Ice Mall Cup       | 4  |

### Z Anną Duškovą

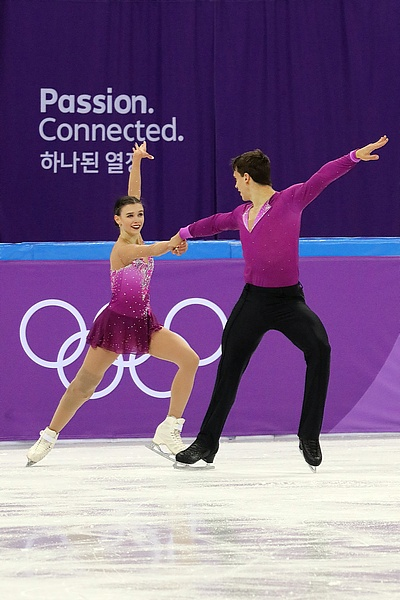
Duškova i Bidař na zimowych igrzyskach olimpijskich 2018 w Pjongczangu

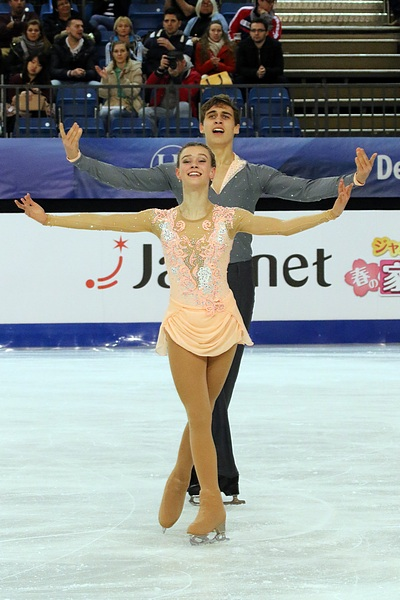
Duškova i Bidař na mistrzostwach świata juniorów 2016

| Zawody                                | 11–12          | 12–13          | 13–14          | 14–15          | 15–16          | 16–17          | 17–18          |                |                |                |                |                |                |                |                |                |                |
| Międzynarodowe                        | Międzynarodowe | Międzynarodowe | Międzynarodowe | Międzynarodowe | Międzynarodowe | Międzynarodowe | Międzynarodowe | Międzynarodowe | Międzynarodowe | Międzynarodowe | Międzynarodowe | Międzynarodowe | Międzynarodowe | Międzynarodowe | Międzynarodowe | Międzynarodowe | Międzynarodowe |
| ------------------------------------- | -------------- | -------------- | -------------- | -------------- | -------------- | -------------- | -------------- | -------------- | -------------- | -------------- | -------------- | -------------- | -------------- | -------------- | -------------- | -------------- | -------------- |
| Zimowe igrzyska olimpijskie           |                |                |                |                |                |                | 14             |                |                |                |                |                |                |                |                |                |                |
| Mistrzostwa świata                    |                |                |                |                |                | 14             | 11             |                |                |                |                |                |                |                |                |                |                |
| Mistrzostwa Europy                    |                |                |                |                |                | 7              |                |                |                |                |                |                |                |                |                |                |                |
| GP Cup of China                       |                |                |                |                |                |                | WD             |                |                |                |                |                |                |                |                |                |                |
| GP Internationaux de France           |                |                |                |                |                |                | WD             |                |                |                |                |                |                |                |                |                |                |
| CS Nebelhorn Trophy                   |                |                |                |                |                |                | 9              |                |                |                |                |                |                |                |                |                |                |
| Cup of Nice                           |                |                |                |                |                | 1              |                |                |                |                |                |                |                |                |                |                |                |
| Międzynarodowe: Kategorie młodzieżowe |                |                |                |                |                |                |                |                |                |                |                |                |                |                |                |                |                |
| Mistrzostwa świata juniorów           |                |                | 10             | 8              | 1              |                |                |                |                |                |                |                |                |                |                |                |                |
| JGP Finał                             |                |                |                |                | 2              | 2              |                |                |                |                |                |                |                |                |                |                |                |
| JGP w Austrii                         |                |                |                |                | 2              |                |                |                |                |                |                |                |                |                |                |                |                |
| JGP w Czechach                        |                |                | 6              |                |                | 1              |                |                |                |                |                |                |                |                |                |                |                |
| JGP w Estonii                         |                |                |                | 10             |                |                |                |                |                |                |                |                |                |                |                |                |                |
| JGP na Łotwie                         |                |                |                |                | 4              |                |                |                |                |                |                |                |                |                |                |                |                |
| JGP w Niemczech                       |                |                |                | 8              |                | 2              |                |                |                |                |                |                |                |                |                |                |                |
| JGP na Słowacji                       |                |                | 8              |                |                |                |                |                |                |                |                |                |                |                |                |                |                |
| Ice Challenge                         |                | 1 N            |                | 1 J            | 1 J            |                |                |                |                |                |                |                |                |                |                |                |                |
| NRW Trophy                            |                |                |                | 1 J            | 2 J            |                |                |                |                |                |                |                |                |                |                |                |                |
| Zimowe igrzyska olimpijskie młodzieży |                |                |                |                | 2              |                |                |                |                |                |                |                |                |                |                |                |                |
| Krajowe                               |                |                |                |                |                |                |                |                |                |                |                |                |                |                |                |                |                |
| Mistrzostwa Czech                     | 1 N            | 1 N            | 1 J            | 1 J            |                |                |                |                |                |                |                |                |                |                |                |                |                |
| Zawody drużynowe                      |                |                |                |                |                |                |                |                |                |                |                |                |                |                |                |                |                |
| Zimowe igrzyska olimpijskie młodzieży |                |                |                |                | 2 T 2 P        |                |                |                |                |                |                |                |                |                |                |                |                |